# GALAXY/TELEPATHY/FANTASY
「GALAXY/TELEPATHY/FANTASY」（ギャラクシー/テレパシー/ファンタジー）は、片瀬那奈の1作目のシングル。2002年12月4日にavex traxから発売された。

## 解説
片瀬那奈のファーストシングル。トリプルA面でのリリースで、「GALAXY」はテレビ朝日系テレビドラマ『逮捕しちゃうぞ-YOU'RE UNDER ARREST-』オープニングテーマ、「FANTASY」はテレビ東京系テレビアニメ『ヒカルの碁』のオープニングテーマに起用された。
2003年にリリースされたファーストアルバム『TELEPATHY』には「GALAXY」、「TELEPATHY」が収録されており、「FANTASY」のアルバムバージョンが新たに収録されている。
また「GALAXY」、「TELEPATHY」、「FANTASY」の3曲は2005年にリリースされたベストアルバム『RELOADED 〜Perfect Singles〜』に収録されている。

## 収録曲
1. GALAXY
  - 作詞：kenko-p / 作曲：Marcus Cranberg、Patric Sarin / 編曲：Ta
2. TELEPATHY
  - 作詞：片瀬那奈 / 作曲：Patrick Johansson、Linus Norden / 編曲：木本靖夫
3. FANTASY
  - 作詞：片瀬那奈 / 作曲・編曲：長岡成貢
4. TELEPATHY (Dub's Bootable Re-build Remix)
5. GALAXY(Groovediggerz Remix)